# 조혜영
조혜영(1977년 11월 13일 ~ )은 1997년 제41회 미스코리아 선(善)이자 대한민국의 배우이다.

## 프로필
- 출생 : 1977년 11월 13일
- 신체 : 171 cm, 49 kg, 90-60-90
- 학력 : 부산여자대학교 산업미술과
- 취미 : 사진촬영
- 특기 : 그림그리기
- 수상 : 1997년 미스코리아 선(善), 1997년 미스코리아 부산 미(美) 포토제닉상
- 경력 : 한국영상대학교 엔터테인먼트과 겸임교수